# Peltaea acutifolia
Peltaea acutifolia là một loài thực vật có hoa trong họ Cẩm quỳ. Loài này được (Gürke ex Mart.) Krapov. & Cristóbal mô tả khoa học đầu tiên năm 1965.